# Bačkovík
Bačkovík é um município da Eslováquia, situado no distrito de Košice-okolie, na região de Košice. Tem 4,18 km² de área e sua população em 2018 foi estimada em 574 habitantes.

## Demografia
| Ano:        | 1994 | 2004    | 2014    | 2024 |
| ----------- | ---- | ------- | ------- | ---- |
| Broj ljudi: | 367  | 411     | 516     | 645  |
| Razlika:    |      | +11,98% | +25,54% | +25% |

| Ano:               | 2023 | 2024   |
| ------------------ | ---- | ------ |
| Número de pessoas: | 624  | 645    |
| Diferença:         |      | +3,36% |